# Nicolae Oncescu
Nicolae Oncescu (n. 15 iulie 1905, Ianca, Brăila – d. 10 septembrie 1964, București) a fost un geolog român, profesor universitar la Universitatea din București, doctor în științe (1939).
Nicolae Oncescu a urmat cursurile Școlii Mixte nr. 1 din Ianca, apoi Liceul „Nicolae Bălcescu” din Brăila, iar în perioada 1925-1929 a urmat cursurile Facultății de Științe din București, secția științe naturale.
Din 1950 a fost conferențiar și șef de catedră la Facultatea de Geografie a Universității București.
În perioada 1955-1964 a fost șef al grupei geologice din Comitetul de Stat al Planificării și membru în Comitetul Național al Geologilor din România.
A efectuate mai multe studii în privința combustibililor minerali, în hidrologie, geologie și tectonică. A elaborat numeroase lucrări geologice cele mai importante fiind „Tratatul de Geologie al României” și „Geologia Republicii Populare Române”.
A elaborat aproximativ 80 de lucrări cu caracter teoretic și practic, referitoare la geologia Bucegilor, Piatra Craiului, Depresiunea Getică și Bazinul Transilvaniei și a avut contribuții remarcabile la alcătuirea hărților geologice ale României. A participat la lucrările de cercetare care s-au finalizat cu descoperirea de noi substanțe minerale utile: masivul de sare de la Odorhei și Praid, zăcămintele de ligniți din Oltenia și Muntenia.

## Premii
- Laureat al Premiului de Stat.[4]

## Lucrări publicate
- Geologia Republicii Populare Române, 544 pagini, Editura Tehnică, 1957